# セレスティーナ (小惑星)
セレスティーナ (237 Coelestina) は、小惑星帯に位置する典型的な小惑星の一つ。
1884年6月27日にオーストリアの天文学者、ヨハン・パリサがウィーンで発見し、チェコの天文学者テオドール・オッポルツァーの妻の名前にちなんで命名された。